# Эпидемии тифа в Новониколаевске в период Гражданской войны

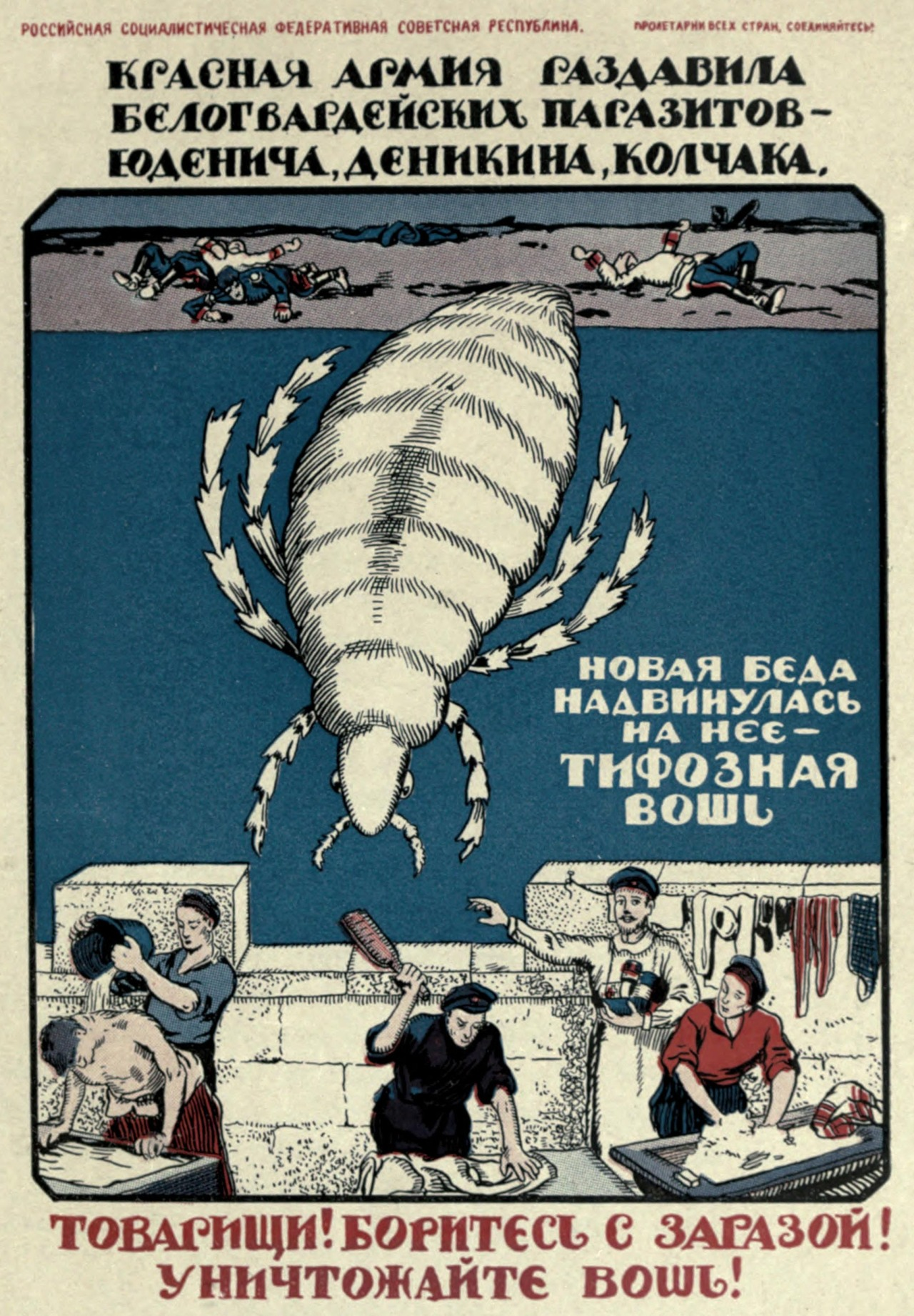
Советский агитплакат об опасности сыпного тифа

В период Гражданской войны в числе самых тяжёлых проблем для Новониколаевска стали эпидемии. На территории Томской губернии этот город пострадал от тифа наиболее сильно. Инфекция начала проявляться ещё в 1917 году. Зимой 1919—1920 годов рост заболеваний на территории города принял масштаб эпидемии. Весной 1920 года массовые заболевания пошли на спад, однако позднее в Новониколаевске вновь фиксировались вспышки тифа. Наиболее распространённым был сыпной тиф.

## История
Вспышки тифа в городе начали возникать ещё в 1917 году. Развитию эпидемии способствовали: отступление через город Белой армии, нахождение в Военном городке больных пленных, огромный приток беженцев, перебои в работе железнодорожного транспорта, в результате чего большое число мигрировавших вынужденно оставалось в Новониколаевске, заражаясь тифом. К тому же, город был переполнен трупами, которые также представляли собой инфекционную опасность.
В середине декабря 1919 года в период восстановления в Новониколаевске советской власти санитарные условия, в которых находились жители города, приобрели катастрофический характер. Городское хозяйство находилось в запущенном состоянии. Дворы и улицы города были заполнены навозом и бытовыми отходами, что грозило вспышками различных заболеваний. По мнению врача П. А. Воробьёва на стотысячное население города приходилось около 36 млн пудов нечистот за год.
31 декабря 1919 года было официально зарегистрировано свыше 14 000 больных, из них госпитализированы лишь 5000. Многие инфицированные оставались в своих домах, заражая окружающих.

### Создание чрезвычайной комиссии

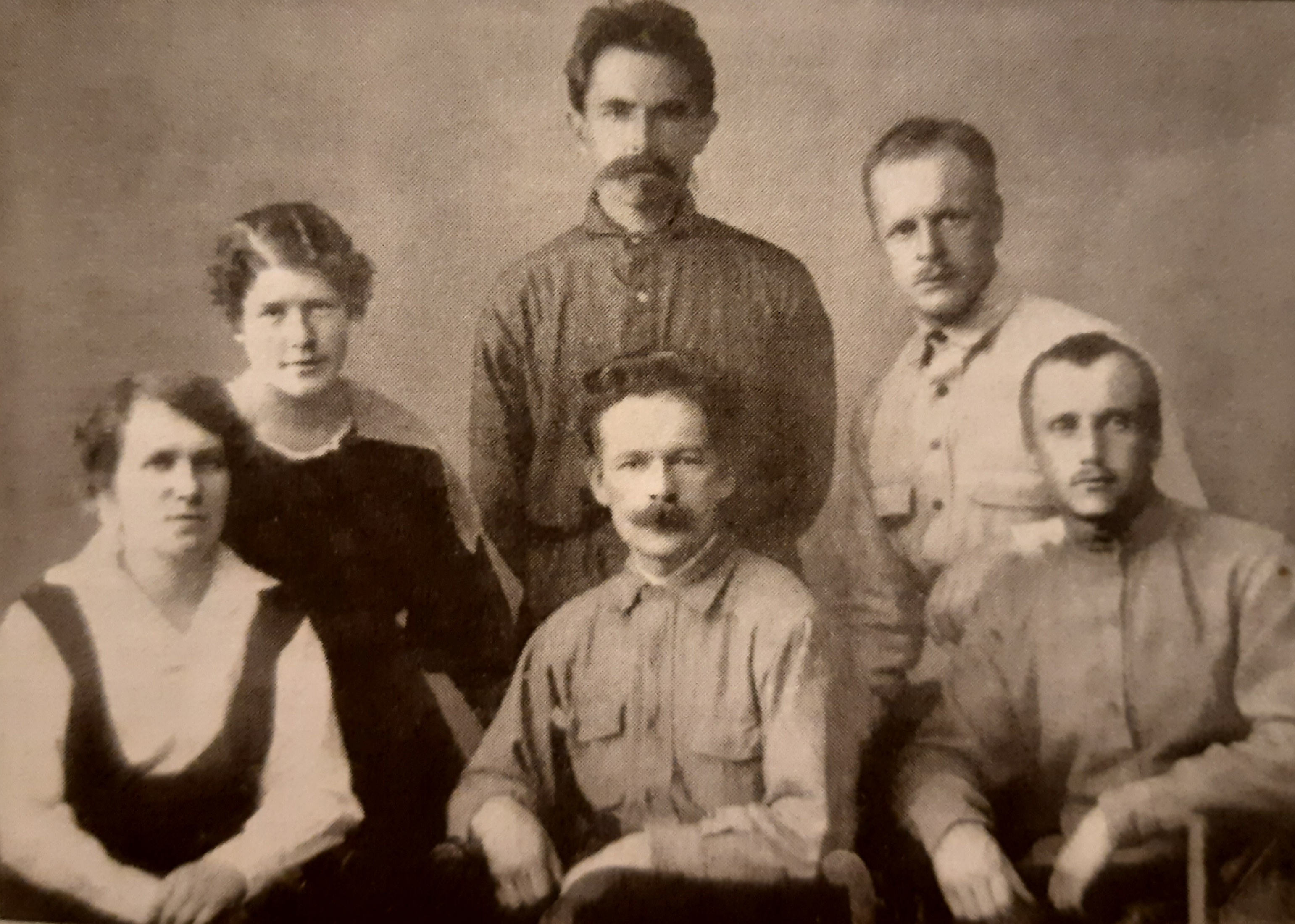
Сотрудники Новониколаевского ЧКтиф-а в 1920 году.

4 января 1920 года в городе организуется Чрезвычайная комиссия по борьбе с тифом (Чека-тиф), в распоряжение которой поступили врачи, фармацевты, стамотологи, сёстры милосердия и студенты
Во время развития тифозной эпидемии городская власть открыла для гражданских лиц 1-й городской эпидемический лазарет (150—200 коек), Михайловскую больницу смешанной инфекции (100 коек), Закаменскую больницу смешанной инфекции (50 коек), два лазарета для возвратного тифа (100 коек), однако эти больницы обслуживали всего лишь 9 врачей, 14 фельдшеров, 36 сестёр. В 1920 году помимо постоянных больниц создавались медицинские учреждения в непредназначенных для этого помещениях. Госпитали открывались в помещениях кинотеатров и гимназий, в зданиях окружного суда и завода предпринимателя Злоказова, в помещении еврейского училища открылся еврейский лазарет.
С 8 января по 1 февраля 1920 года госпитализировали 13 988 больных, из них умер 3031 человек. Количество негоспитализированных тифозных больных зимой 1920 года составило 6097 человек на 74 улицах города.
С 7 по 14 марта была объявлена «неделя чистоты» — жители в принудительном порядке должны были очистить дворы и улицы города, тем не менее организация уборки вызывала затруднения, так как люди опасались нечистот из-за возможного заражения.

### Эпидемия в Военном городке
Военнопленные белой армии более всего были подвержены риску заражения тифом. Зимой 1920 года на территории Военного городка сложилась катастрофическая ситуация. Врачи называли его вымирающим пунктом и высказывали мнение, что вскоре он превратится в сплошное кладбище. В Военном городке находилось примерно 20 000 тифозных больных
Пленные белогвардейцы пребывали в крайне тяжёлом состоянии, их содержали в сырых и грязных конюшнях и сараях, у них отсутствовала возможность посетить бани, они голодали, испытывали холод, болели туберкулёзом, тифом и массово погибали.
После закрытия Военного городка на карантин его обитатели пришли в отчаяние, так как решили, что их оставили погибать.

### Гибель медицинских работников
Зимой 1920 года умер 21 врач и 209 сотрудников вспомогательного медперсонала (санитары, сиделки, сёстры милосердия).

### Методы ликвидации трупов

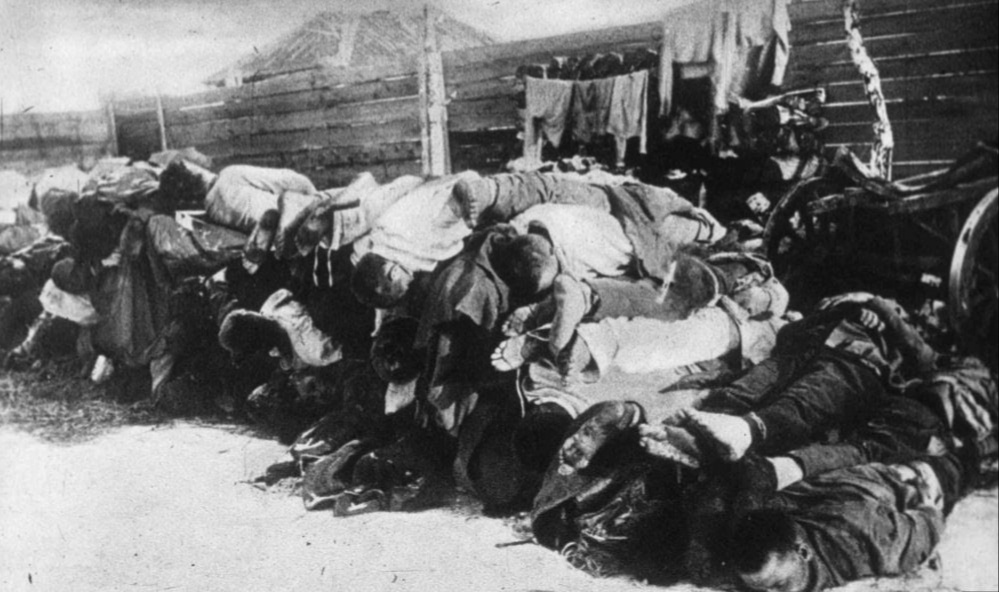
Трупы погибших от тифа возле больничного забора. Новониколаевск.

Предпринимались попытки взрывать штабеля трупов фугасами, но для этого было мало бикфордова шнура, к тому же при детонации происходили несчастные случаи и гибли люди. Захоронение также посчитали нецелесообразным, так как похороны одного трупа стоили около 80 рублей (рытье ямы в 6 аршин с её обсыпкой негашеной известью), общие могилы — около 40 рублей, на кремацию же уходило лишь 10 рублей. Поэтому решили перекладывать мёртвых в штабеля вместе с дровами, после чего поджигать. Пепел закапывали в неглубокие ямы
В феврале 1920 года на заседании Губревкома был поднят вопрос о сооружении в городе крематория, для предварительных работ были выделены кредиты, тем не менее построить отдельный крематорий не удалось из-за отсутствия средств и сил. Для сжигания трупов была приспособлена печь городского кирпичного завода. Отправка в заводской крематорий окоченевших или разлагавшихся трупов, подобранных на железнодорожных станциях и улицах города, была в ведении начальника санитарного отряда чрезвычайной комиссии по борьбе с тифом.

### Спад эпидемии
Весной 1920 года эпидемия начала отступать. По данным книги «Новониколаевск-Новосибирск: история города» тифозные эпидемии прекратились в городе в 1922 году, однако вспышки заболевания происходили и позднее — в марте 1923 года тифом за две недели заразились 77 жителей Новониколаевска.

### Сопутствующие болезни
Начальник санитарного надзора Новониколаевска зимой 1920 года писал в Чека-тиф об угрозе распространения холеры (и даже чумы) в случае оттепели и, в связи с этим, опасности полного вымирания города. Новониколаевск спасло обстоятельство того, что тиф начался в зимой, а холера возникла в городе только летом, с 1920 по 1921 год ею заразилось 283 человека, половина из которых умерла.

## Известные люди, заболевшие в Новониколаевске в период эпидемий
- Ярослав Гашек — знаменитый чешский писатель. Заболел в Новониколаевске в период эпидемии тифа, из города выехал только через месяц, 16 января 1920 года, продолжив в составе 5-й армии преследовать адмирала Колчака до Иркутска[5].